# Diplazium laevipes
Diplazium laevipes är en majbräkenväxtart som beskrevs av Carl Frederik Albert Christensen.
Diplazium laevipes ingår i släktet Diplazium och familjen Athyriaceae. Inga underarter finns listade i Catalogue of Life.